# (31797) 1999 LN16
1999 LN16 (asteroide 31797) é um asteroide da cintura principal. Possui uma excentricidade de 0.10266050 e uma inclinação de 9.10975º.
Este asteroide foi descoberto no dia 9 de junho de 1999 por LINEAR em Socorro.